# Ferdinand Flodin

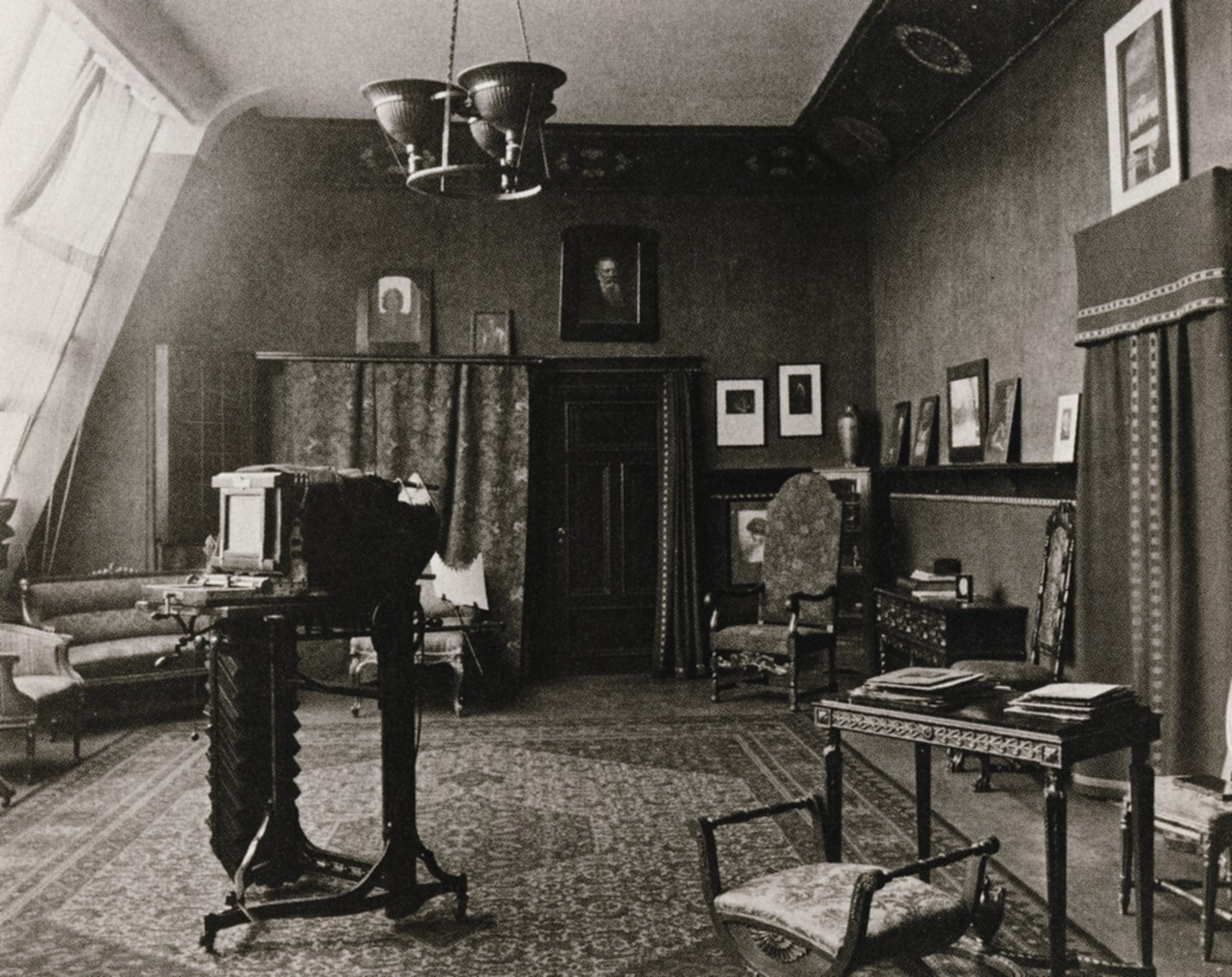
Ateliér se šikmým oknem vlevo, Hamngatan, Stockholm

Ferdinand Flodin (10. února 1863 – 2. listopadu 1935) byl švédský fotograf a dvorní fotograf působící ve Stockholmu.

## Život a dílo
Ferdinand Flodin byl významný divadelní a portrétní fotograf. Jeho fotografie krajin jsou vzácné. Vzdělání získal v USA v období 1883–1887. V letech 1887–1889 začal provozovat své vlastní fotografické studio ve Worcester v Massachusetts poblíž Bostonu. Poté, co se vrátil zpátky do Švédska, spolupracoval nějaký čas s fotografem Aronem Jonasonem v Göteborgu.
Ve Stockholmu měl pouze jedno studio v ulici Drottninggatan a později v ulici Biblioteksgatan. V roce 1907 se přestěhoval do svého studia ve stockholmské ulici Hamngatan, které bylo vybaveno velkým šikmým oknem – na svou dobu velká inovace.
Na začátku 20. století patřili společně se studiem Ateljé Jaeger Johna Jaegera mezi přední portrétní studia ve Stockholmu. Jeho portréty byly uměleckým vyjádřením, ve kterém fotografie hrubého zrna se stávaly výrazovým prostředkem podobajícím se spíše grafice.
V roce 1906 se stal tajemníkem Švédské asociace profesionálních fotografů (Svenska Fotografers Förbund), která byla založena v roce 1895 a funkci vykonával do roku 1915. Jako tajemník svazu napsal řadu odborných článků hlavně na téma technických inovací. Mezi jeho kolegy a zakladatele společnosti patřil Herman Hamnqvist.
Hodně jeho děl je uchováno v archivu Fotografického muzea (nyní součást Muzea moderního umění) ve Stockholmu.

## Galerie

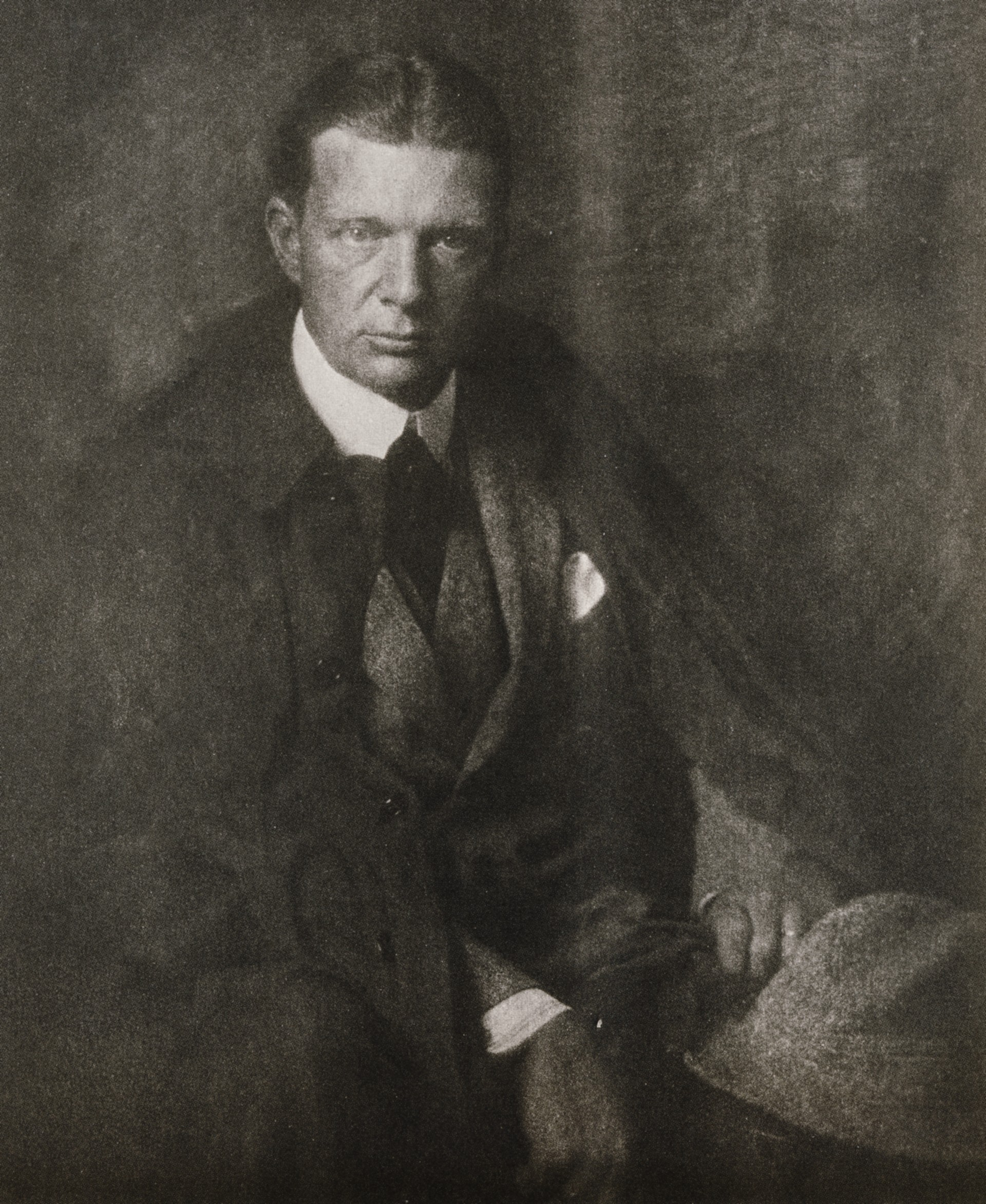
Eric von Rosen, 1919
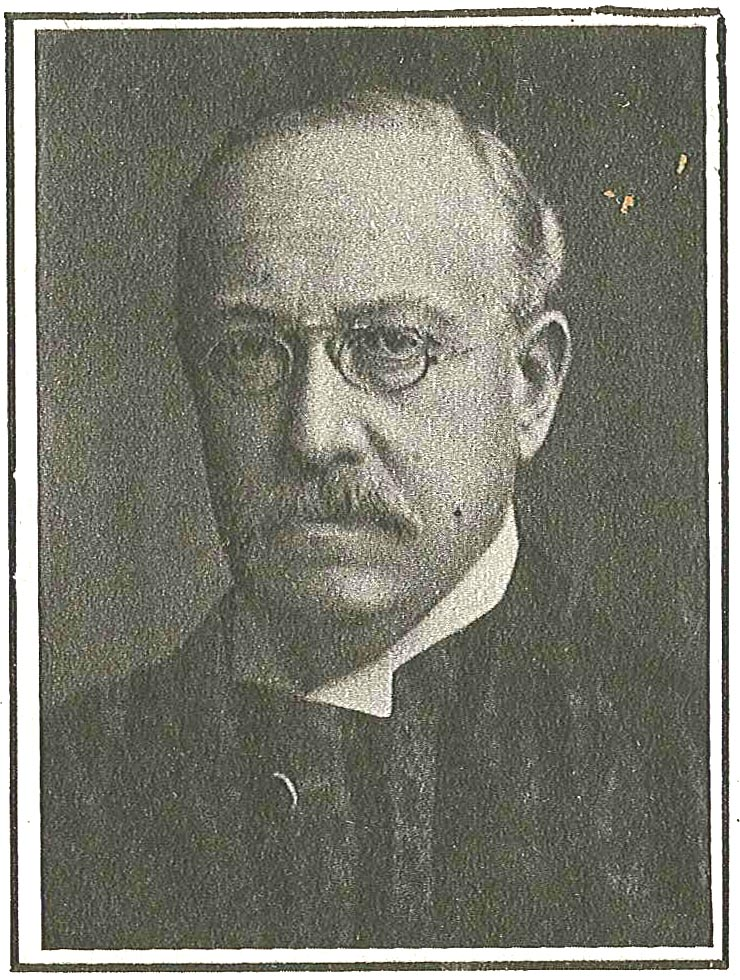
Emil Hillberg (1852–1929), 1916 nebo dříve
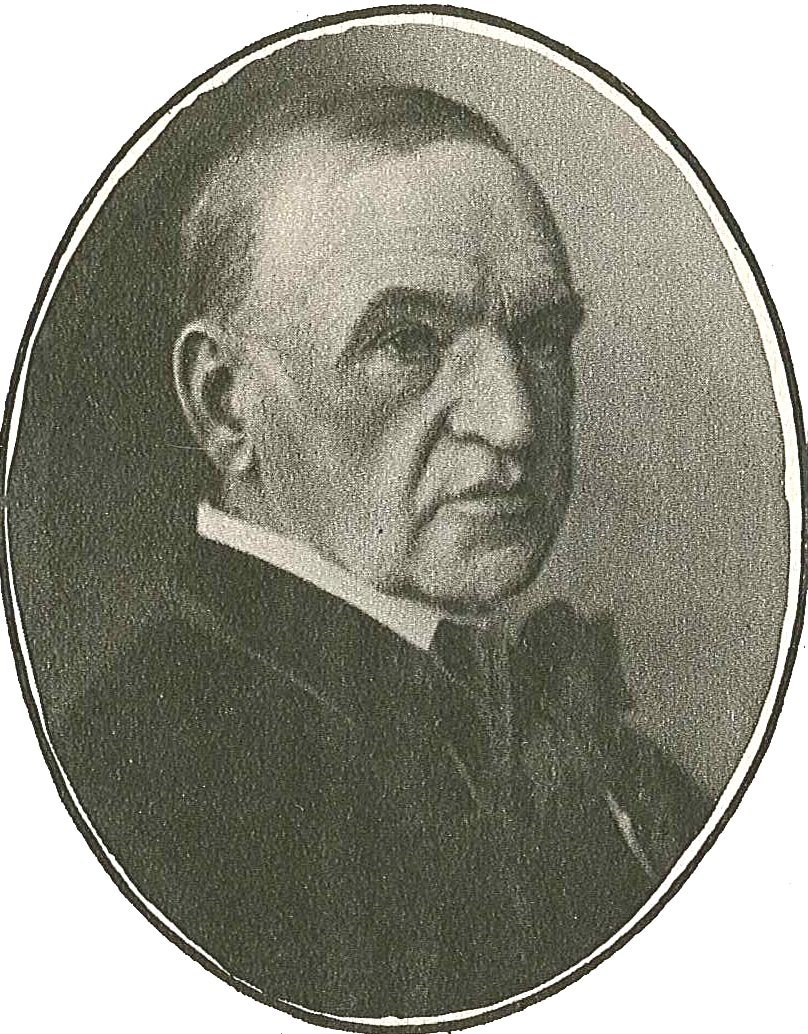
August Lindberg (1846–1916)
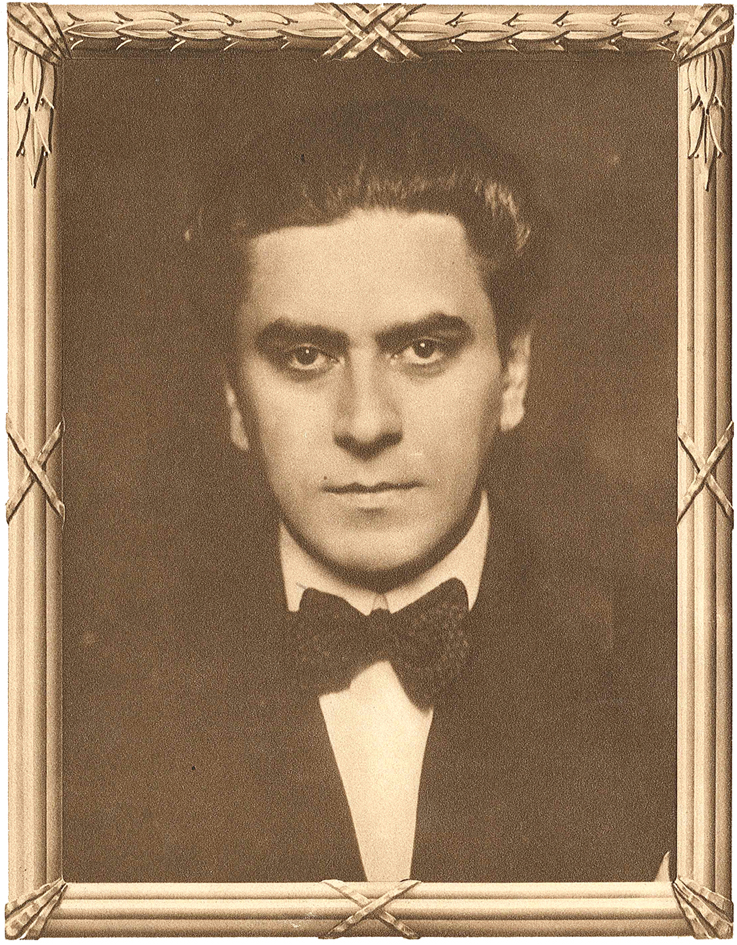
Richard Lund (1885–1960)
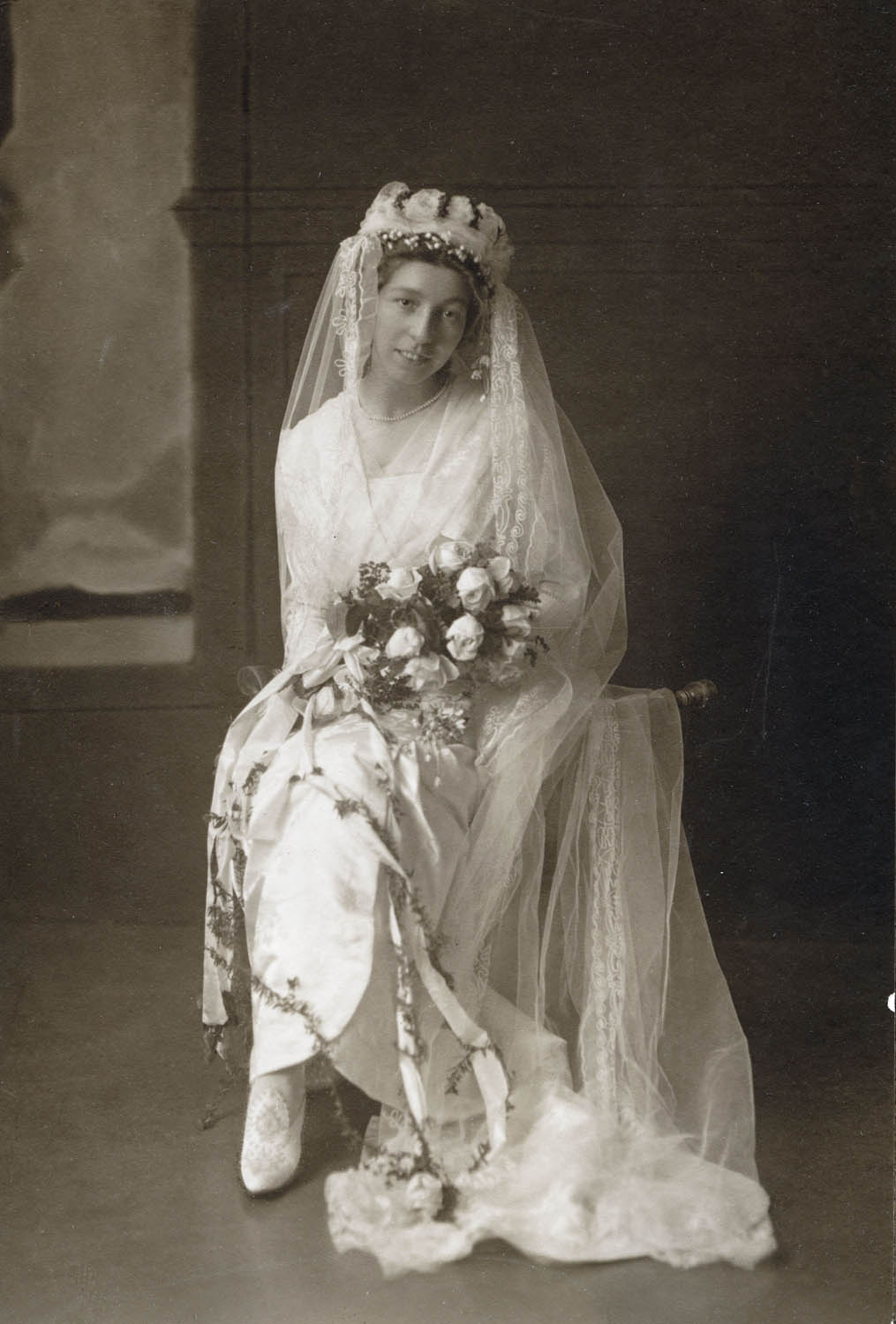
Svatební fotografie, 1913, Nordiska museet